# Берианидзе, Георгий Вахтангович
Георгий Вахтангович Берианидзе (груз. გიორგი ბერიანიძე; 11 февраля 1981) — грузинский футболист, защитник.

## Биография
В начале взрослой карьеры выступал на родине, в том числе провёл сезон 2000/01 в высшей лиге Грузии в составе тбилисского «ТГУ-Армази», по итогам сезона клуб покинул высший дивизион.
В 2003 году вместе с группой игроков из Грузии перешёл в минский «Локомотив» и стал единственным из них, кто закрепился в основном составе. Стал финалистом Кубка Беларуси 2002/03, а в чемпионате страны сыграл 21 матч и не смог помочь клубу удержаться в элите. В начале 2004 году безуспешно был на просмотре в запорожском «Металлурге», куда перешли тренеры и ряд игроков «Локомотива». В следующем сезоне провёл только 3 матча за минский клуб в первой лиге, а его команда стала победителем турнира. В первой половине 2005 года играл в чемпионате Литвы за «Экранас», ставший чемпионом страны, но не закрепился в составе и летом 2005 года вернулся в «Локомотив».
О выступлениях после 2005 года сведений нет[уточнить].

## Достижения
- Финалист Кубка Беларуси: 2002/03
- Победитель первой лиги Беларуси: 2004
- Чемпион Литвы: 2005